# Rincón Grande
Rincón Grande o Rincón (en inglés: Rincon Grande) es un establecimiento de la isla Soledad en las islas Malvinas ubicado en la costa este de la Bahía de la Maravilla (o Bahía del Aceite), y en su extremo norte.
Como la mayoría de los topónimos malvinenses, su nombre es de origen español, anterior a la ocupación británica de las Malvinas, y podría referir a un punto de embarque de ganado. Está al este del establecimiento de Salvador, aguas mediante, y al oeste de Puerto Soledad y de Puerto Johnson. Es uno de los asentamientos más antiguos de la zona.